# Rausvere
Koordinaten: 59° 18′ N, 27° 30′ O
Rausvere ist ein Dorf (estnisch küla) in der Landgemeinde Alutaguse (bis 2017 Illuka). Es liegt im Kreis Ida-Viru (Ost-Wierland) im Nordosten Estlands.
Das Dorf hat 56 Einwohner (Stand 2011).